# Maein Deireragea
Maein Deireragea – nauruański polityk.
Był posłem z okręgu Anabar, pełnił funkcję przewodniczącego parlamentu. Był też sekretarzem Nauruańskiego Komitetu ds. Zarządzania Gruntami.